# Омар Даф
Ома́р Даф (фр. Omar Daf, нар. 12 лютого 1977, Дакар) — сенегальський футболіст, що грав на позиції захисника, зокрема за клуб «Сошо», а також національну збірну Сенегалу. По завершенні ігрової кар'єри — тренер. З 2022 року очолює тренерський штаб клубу «Діжон».

## Клубна кар'єра
У дорослому футболі дебютував 1997 року виступами за команду клубу «Сошо», в якій провів одинадцять сезонів, взявши участь у 185 матчах чемпіонату. 
Протягом 2009—2012 років захищав кольори команди клубу «Брест».
Завершив професійну ігрову кар'єру у клубі «Сошо», у складі якого вже виступав раніше. Повернувся до команди 2012 року, протягом сезону провів у її складі дві гри в чемпіонаті Франції.

## Виступи за збірну
1998 року дебютував в офіційних матчах у складі національної збірної Сенегалу. Протягом кар'єри у національній команді, яка тривала 15 років, провів у формі головної команди країни 53 матчі.
У складі збірної був учасником Кубка африканських націй 2000 року в Гані та Нігерії, чемпіонату світу 2002 року в Японії і Південній Кореї, Кубка африканських націй 2002 року в Малі, де разом з командою здобув «срібло», Кубка африканських націй 2004 року в Тунісі, Кубка африканських націй 2006 року в Єгипті, Кубка африканських націй 2012 року в Габоні та Екваторіальній Гвінеї.

## Кар'єра тренера
Завершивши ігрову кар'єру у 2013 році, залишився у структурі «Сошо», де став асистентом головного тренера.
Протягом нетривалих періодів у 2013 і 2015 років виконував обов'язки головного тренера команди, а в листопаді 2018 року очолив її тренерський штаб на постійній основі.

## Титули і досягнення
- Срібний призер Кубка африканських націй: 2002